# Amperspiră
Amperspira (prescurtat Asp) este o unitate de măsură în SI a tensiunii magnetice.
Reprezintă tensiunea magnetică produsă, în lungul unei linii închise, de către o spiră străbătută de un curent a cărui intensitate este egală cu un amper.